# Dennis van der Geest
Dennis van der Geest (ur. 27 czerwca 1975) – holenderski judoka. Trzykrotny olimpijczyk. Brązowy medalista z Aten 2004; dziewiąty w Sydney 2000 i zajął 21. miejsce w Pekinie 2008. Walczył w wadze ciężkiej.
Złoty medalista mistrzostw świata w 2005; srebrny w 2003 i brązowy w 1997, 1999 i 2001; uczestnik zawodów w 2007. Startował w Pucharze Świata w latach 1995–2005 i 2007, 2008. Zdobył dziesięć medali mistrzostw Europy w latach 1997 − 2005. Pierwszy na uniwersjadzie w 2001 i drugi w 1999. Trzeci na akademickich MŚ w 1998 i 2000 roku.
Jest bratem Elco van der Geesta, holenderskiego i belgijskiego olimpijczyka i judoki z 2004 i 2012 roku.

## Letnie Igrzyska Olimpijskie 2000
| Konkurencja | Rundy eliminacyjne        | Repasaże             | Repasaże         | Klas. końcowa |
| Konkurencja | Przeciwnik I              | Przeciwnik I         | Przeciwnik II    | Miejsce       |
| ----------- | ------------------------- | -------------------- | ---------------- | ------------- |
| +100 kg     | Tamierłan Tmienow (RUS) P | Frank Möller (GER) Z | Pan Song (CHN) P | 9.            |

## Letnie Igrzyska Olimpijskie 2004
| Konkurencja | Rundy eliminacyjne | Rundy eliminacyjne           | Rundy eliminacyjne       | Repasaże             | Repasaże               | Runda finałowa                  | Klas. końcowa |
| Konkurencja | 1/16               | 1/8                          | 1/4                      | Przeciwnik I         | Przeciwnik II          | o 3. miejsce                    | Miejsce       |
| ----------- | ------------------ | ---------------------------- | ------------------------ | -------------------- | ---------------------- | ------------------------------- | ------------- |
| +100 kg     | Luis Morán (HON) Z | Jełdos Ichsangalijew (KAZ) Z | Paolo Bianchessi (ITA) P | Kim Sung-bum (KOR) Z | Andreas Tölzer (GER) Z | Sejjed Mahmudreza Miran (IRI) Z | 3.            |

## Letnie Igrzyska Olimpijskie 2008
| Konkurencja | Rundy eliminacyjne        | Klas. końcowa |
| Konkurencja | 1/16                      | Miejsce       |
| ----------- | ------------------------- | ------------- |
| +100 kg     | Tamierłan Tmienow (RUS) P | 21.           |